# Gegharot
Gegharot (in armeno Գեղարոտ?, chiamato anche Gekharot; fino al 1945 Keshishkend) è un comune dell'Armenia di 547 abitanti (2001) della provincia di Aragatsotn.